# Сара Брін
Сара Брін (англ. Sarah Breen; нар. 1982) — ірландська журналістка та співавторка серії романів «Ейслінг» .

## Освіта
Брін родом із міста Борріс, графство Карлоу. Після закінчення середньої школи в 2000 році, вона протягом року вивчала мови в Дублінському міському університеті. У 2003 році вона почала вивчати медіа в Балліфермотському коледжі додаткової освіти (Ballyfermot College of Further Education), де познайомилася зі своєю подругою та майбутньою співавторкою Емер Маклісат. Брін живе в Дубліні 7 зі своїм чоловіком і трьома дітьми.

## Кар'єра
Брін була редакторкою журналу "Kiss" з 2005 по 2010 рік. З 2010 по 2014 рік працювала журналісткою-фрилансеркою та редакторкою у США для журналів "Image", "Pressparty", "Айріш індепендент", "The Herald" та "Айріш Таймс". У 2014 році вона була призначена заступником редактора журналу "Stellar", а з 2015 по 2018 рік була помічницею редактора журналу "The Gloss". З 2018 року вона є професійною авторкою.   

## Романипро Ейслінг
Маклісат і Брін спільно створили комедійного персонажа на ім'я Ейслінг, заснувавши групу шанувальників у Facebook, яка налічувала понад 45 000 учасників. Коли Ейслінг став популярним, до них звернулися видавці і авторки вирішили написати роман. Станом на 2021 рік серія складається з чотирьох книг разом із запланованою останньою книгою. Перші три книги були бестселерами і продані тиражем понад 300 000 примірників. Їх видали Gill Books і Penguin Books.

## Нагороди
- 2019 Irish Book Awards (Популярна художня книга року) — «Once, Twice, Three Times an Aisling»
- 2018 Irish Book Awards (Популярна художня книга року) — «The Importance of Being Aisling»